# トマス・リンチ
トマス・リンチ（英: Thomas Lynch、1727年-1776年12月）は、アメリカ、サウスカロライナ植民地の農園主、政治家である。1765年の印紙法会議と1774年から1776年の大陸会議でサウスカロライナ植民地代表となった。

## 政歴
リンチは1727年にサウスカロライナ植民地バークレー郡セントジェイムズ・パリッシュで生まれた。1751年からサウスカロライナ植民地議会の議員を務め、1765年の印紙法会議では植民地代表となり、イギリス下院に提出する請願書を起草する委員会を主宰した。

## 大陸会議代表への選出
リンチは1774年の第一次大陸会議に代表として選出され、イギリス商品の輸入を止める合意である同盟規約に署名した。1775年からの第二次大陸会議でも代表となったが、病気のためにアメリカ独立宣言に署名できなかった。大陸会議の委員会でベンジャミン・フランクリンやベンジャミン・ハリソンと共同して、「大陸軍を継続し、支援しかつ管理する最も効果的な方法」についてジョージ・ワシントン将軍と議論する為にマサチューセッツ湾植民地ケンブリッジに派遣された。
その議論の中で、ワシントンは委員たちにイギリス軍の供給線を餌食にするために船舶を武装させる案を語った。大陸会議の委員たちはその計画を承認し、大陸会議に推薦して、新しい国家で最初の組織された海軍である「ジョージ・ワシントンの海軍」設立に対する基本的な政治的支援を与えた。

## 家族
リンチの妻はサウスカロライナ植民地議会議員アイザック・モットの姉妹だった。リンチが卒中を患って死んだ後、妻はサウスカロライナ州知事ウィリアム・ムールトリーと結婚した。リンチの息子トマス・リンチ・ジュニアが議員と大陸会議代表の職を継ぎ、アメリカ独立宣言に署名した。リンチの娘エリザベスはサウスカロライナ州知事ジェイムズ・ハミルトン・ジュニアの母となった。